# لقلقي ثلاثي
لقلقي ثلاثي (الاسم العلمي:Pelargonium ternatum) هو نوع من النباتات يتبع جنس اللقلقي من الفصيلة الغرنوقية.